# Coleophora changaica
Coleophora changaica — вид лускокрилих комах родини чохликових молей (Coleophoridae).

## Поширення
Вид зареєстрований в Алжирі, Іспанії, Україні, на півдні Росії, в Йорданії, Монголії та Китаї.

## Спосіб життя
Гусениці живляться насінням полину (види Artemisia taurica та Artemisia turanica).